# Pays-Bas aux Jeux olympiques d'hiver de 1980
L'équipe olympique de Pays-Bas  a participé  aux Jeux olympiques d'hiver de 1980 à Lake Placid aux États-Unis. Elle prit part aux Jeux olympiques d'hiver pour la dixième fois de son histoire et son équipe formée de vingt-neuf athlètes remporta quatre médailles: une d'or, deux d'argent et une de bronze.
| Sport                  | Discipline | Athlète(s)     | Date       |
| Médaille d'Or : 1      |            |                |            |
| Patinage de vitesse    | 1 500 m    | Annie Borckink | 14 février |
| Médaille d'Argent : 2  |            |                |            |
| Patinage de vitesse    | 10 000 m   | Piet Kleine    | 23 février |
| Patinage de vitesse    | 1 500 m    | Ria Visser     | 14 février |
| Médaille de bronze : 1 |            |                |            |
| Patinage de vitesse    | 500 m      | Lieuwe de Boer | 15 février |